# Aristida spegazzinii
Aristida spegazzinii är en gräsart som beskrevs av José Arechavaleta. Aristida spegazzinii ingår i släktet Aristida och familjen gräs. Inga underarter finns listade i Catalogue of Life.